# Jevgenij Jufit
Jevgenij Jufit (russisk: Евге́ний Гео́ргиевич Юфи́т) (født 17. januar 1961 i Sankt Petersborg i Sovjetunionen, død 13. december 2016 i Petergof i Rusland) var en russisk filminstruktør.

## Filmografi
- Serebrjannyje golovy (Серебряные головы, 1998)[1][2]